# 沙利曼鼠海豚属
沙利曼鼠海豚属（学名：Salumiphocaena）是鼠海豚科下的一个属。

## 下属物种
本属包括以下物种：
- 沙利曼鼠海豚 Salumiphocaena stocktoni ，异名：Loxolithax stocktoni (Wilson, 1973)